# Juha (film)
Pour les articles homonymes, voir Juha.
Pour le personnage mythique de l'Islam, voir Joha.
Pour plus de détails, voir Fiche technique et Distribution.
Juha est un film finlandais réalisé par Aki Kaurismäki, sorti en 1999.

## Synopsis
Juha est un paysan taciturne, enclin à la boisson. Avec sa jeune épouse Marja, le couple mène une vie banale jusqu'au jour où le fringant Shemeikka fait irruption devant la ferme. Sa luxueuse voiture est en panne. L'élégant étranger à lunettes noires a besoin d'aide. Tandis que le mari répare la voiture, Marja conduit Shemeikka dans sa cuisine.

## Fiche technique
- Titre : Juha
- Réalisation : Aki Kaurismäki
- Scénario : Aki Kaurismäki d'après L'Écume des rapides (Juha) de Juhani Aho
- Musique : Anssi Tikanmäki
- Photographie : Timo Salminen
- Montage : Aki Kaurismäki
- Décors : Markku Pätilä et Jukka Salmi
- Costumes : Marja-Leena Hukkanen
- Production : Aki Kaurismäki
- Pays de production :  Finlande
- Format : noir et blanc - 1,85:1 - Dolby Digital - 35 mm
- Genre : comédie dramatique et romantique
- Durée : 78 minutes
- Date de sortie :
  - France : 14 avril 1999

## Distribution
| - Sakari Kuosmanen : Juha - Kati Outinen : Marja - André Wilms : Shemeikka - Markku Peltola : le chauffeur - Elina Salo : la sœur de Shemeikka - Ona Kamu : la femme de Shemeikka | - Outi Mäenpää : la femme de Shemeikka - Tuire Tuomisto : la femme de Shemeikka - Tatiana Soloviova : la danseuse - Esko Nikkari : le chef de la police locale - Jaakko Talaskivi : le garde du corps |

## Autour du film
- On peut y entendre chanter, en français, le classique Le Temps des cerises de Jean-Baptiste Clément.
- Il y a une reference au film Nazarin (1959) de Luis Bunuel avec un poster retourné que l'on peut voir quand Juha entre dans le bureau du commissaire et sur le tableau blanc au mur la phrase en anglais "Arrest this man! - Sam Fuller".

## Commentaires
Il s'agit du dernier film muet du XXe siècle, avec des références et citations aux grands maîtres du muet. La scène où le mari délivre  sa femme du bordel reprend le thème de l'innocence bafouée, récurrent dans le cinéma muet (Les Deux Orphelines de D. W. Griffith, Folies de femmes de Stroheim). Kaurismäki y fait aussi référence aux films Taxi Driver de Martin Scorsese et Frankenstein.